# Zespół Szkół Specjalnych nr 5 w Pabianicach
Zespół Szkół Specjalnych nr 5 w Pabianicach – szkoła specjalna kształcąca na poziomie podstawowym, gimnazjalnym (do wygaszenia gimnazjum) i zawodowym.

## Działalność
W szkole istnieją klasy, w których wychowawcy pracują z uczniami niepełnosprawnymi intelektualnie w stopniu lekkim, umiarkowanym, znacznym i głębokim. Nauczyciele realizują nauczanie indywidualne na terenie domów uczniów wymagających takiej opieki.
Obecnie w skład Zespołu Szkół wchodzą:
- oddziały Szkoły Podstawowej Specjalnej
- oddziały z nauczaniem na poziomie szkoły podstawowej, gdzie nauczyciele wychowują dzieci niepełnosprawne intelektualnie w stopniu umiarkowanym, znacznym i głębokim.
- oddziały Branżowej Szkoły Specjalnej I stopnia, w której kształci się uczniów w kierunkach: kucharz, pracownik pomocniczy gastronomii, stolarz, pracownik pomocniczy obsługi hotelowej, mechanik pojazdów samochodowych, fryzjer, sprzedawca.
- szkoła Szkoła Specjalna Przysposabiająca do Pracy dla uczniów z niepełnosprawnością intelektualną w stopniu umiarkowanym, znacznym i z niepełnosprawnościami sprzężonymi.

Ze względu na niepełnosprawność uczniów szkoła wymaga od nauczycieli najwyższych kwalifikacji oraz wprowadzania innowacji w podejmowaniu działalności z dziećmi wymagającymi specjalnej opieki. Uczniowie szkoły biorą udział w olimpiadach przedmiotowych, sportowych, i konkursach plastycznych.

## Historia
ZSS kontynuuje sięgające 1922 roku tradycje jednej z najstarszych w Polsce szkół szkolnictwa specjalnego.
Pierwsi nauczyciele byli ludźmi ze średnim wykształceniem pedagogicznym lub dyplomem ukończenia Państwowego Instytutu Pedagogiki Specjalnej oraz równocześnie prekursorami w nauczaniu i wychowaniu osób upośledzonych. W tych czasach pedagogika specjalna stawiała pierwsze kroki, głównie dzięki działalności Marii Grzegorzewskiej – twórczyni w 1922 Instytutu Pedagogiki Specjalnej w Warszawie, jedynego ośrodka w Polsce kształcącego nauczycieli i wychowawców na polu pedagogiki specjalnej.
Pierwszym kierownikiem placówki był Feliks Papieski (absolwent Seminarium Pedagogiki Specjalnej, a od 1923 Państwowego Instytutu Pedagogiki Specjalnej w Warszawie), który pełnił tę funkcję do 1939.
Od 1951 w szkole działa harcerstwo. Od 1955 harcerze współpracują z czasopismem Świat Młodych, w którym zamieszczali swoje artykuły. W 1953 działał harcerski teatrzyk Szkolaczek, przemianowany w 1958 na Harcerski Teatr Lalek.
Za swą działalność szkoła otrzymała w 1972 medal Komisji Edukacji Narodowej jako wyróżniająca się placówka kształcenia i wychowania specjalnego.

## Kalendarium
- 1922 1 września zostaje powołana klasa pomocnicza przy szkole powszechnej, do której uczęszczają dzieci upośledzone umysłowo. Mieści się ona przy ul. św. Rocha 17.
- 1927 13 lutego kuratorium nadaje klasie pomocniczej nazwę 3-klasowej Publicznej Szkoły Powszechnej Specjalnej w Pabianicach, co podwyższyło status szkoły.
- 1930 Szkoła posiada cztery etaty nauczycielskie.
- 1931 Uczęszcza do niej 86 uczniów, którzy uczą się w czterech klasach.
- 1937 Szkoła funkcjonuje jako Publiczna Szkoła Powszechna II stopnia.
- 1938 W lipcu jest już Publiczną Szkołą Powszechną Specjalną I Stopnia.
- 1939/1945 Okupacja hitlerowska przerywa pracę szkoły. Do 1943 budynek zajmuje wojsko niemieckie, a do 1945 szkoła zawodowa dla dzieci niemieckich.
- 1945 Po wojnie, już w kwietniu 1945, w zniszczonym budynku (nadal ul. Kościelna 11) szkoła specjalna rozpoczyna pracę.
- 1948/1949 Po dokonaniu wewnętrznych przeróbek w roku szkolnym 1948/1949 działa 6 oddziałów z łączną liczbą 102 uczniów.
- 1963/64 Zorganizowany jest kurs problemowy mający przygotować absolwentów szkoły podstawowej specjalnej do zawodu dziewiarza, czym zapoczątkowana jest działalność szkoły zawodowej.
- 1964/1965 Zostaje utworzona pierwsza klasa Szkoły Zawodowej Specjalnej.
- 1971/1972 Szkoła obchodzi jubileusz – istnieje i służy uczniom niepełnosprawnym 50 lat.
- 1971 W czerwcu 1971 na terenie szkoły zostaje otwarta wystawa postępu pedagogicznego, na której przedstawiane są pomoce naukowe wykorzystywane podczas lekcji a wykonane przez nauczycieli oraz prace dzieci.
- 1972 Za swą działalność na polu dydaktyczno-wychowawczym otrzymuje medal Komisji Edukacji Narodowej jako wyróżniająca się placówka kształcenia i wychowania specjalnego.
- 1973 Szkoła Podstawowa Specjalna otrzymuje imię Marii Konopnickiej oraz nowy lokal przy ul. Pułaskiego 32 – również obecna siedziba placówki.
- 1975 W świetlicy szkolnej działa Kuratorski Ośrodek Pracy z Młodzieżą, który zapewnia opiekę wychowawczą uczniom w czasie wolnym od zajęć szkolnych.
- 1998/1999 Szkoła organizuje VI Dziecięcą Wojewódzką Olimpiadę Sportową Sprawni razem, w której uczestniczą dzieci z Łodzi, Konstantynowa, Głowna, Zgierza, Ozorkowa.
- 1999 1 września, uchwałą Powiatu Pabianickiego, powstaje Zespół Szkół Specjalnych ze szkołą podstawową i gimnazjum.
- 2003/2004 Zespół Szkół organizuje Pierwszą Wojewódzką Olimpiadę Matematyczną dla Gimnazjów Specjalnych.
- 2005/2006 W wyniku przemian w placówkach specjalnych powstaje Zespół Szkół Specjalnych nr 5 im. Marii Konopnickiej w Pabianicach.